# Älvsborgs slottslän

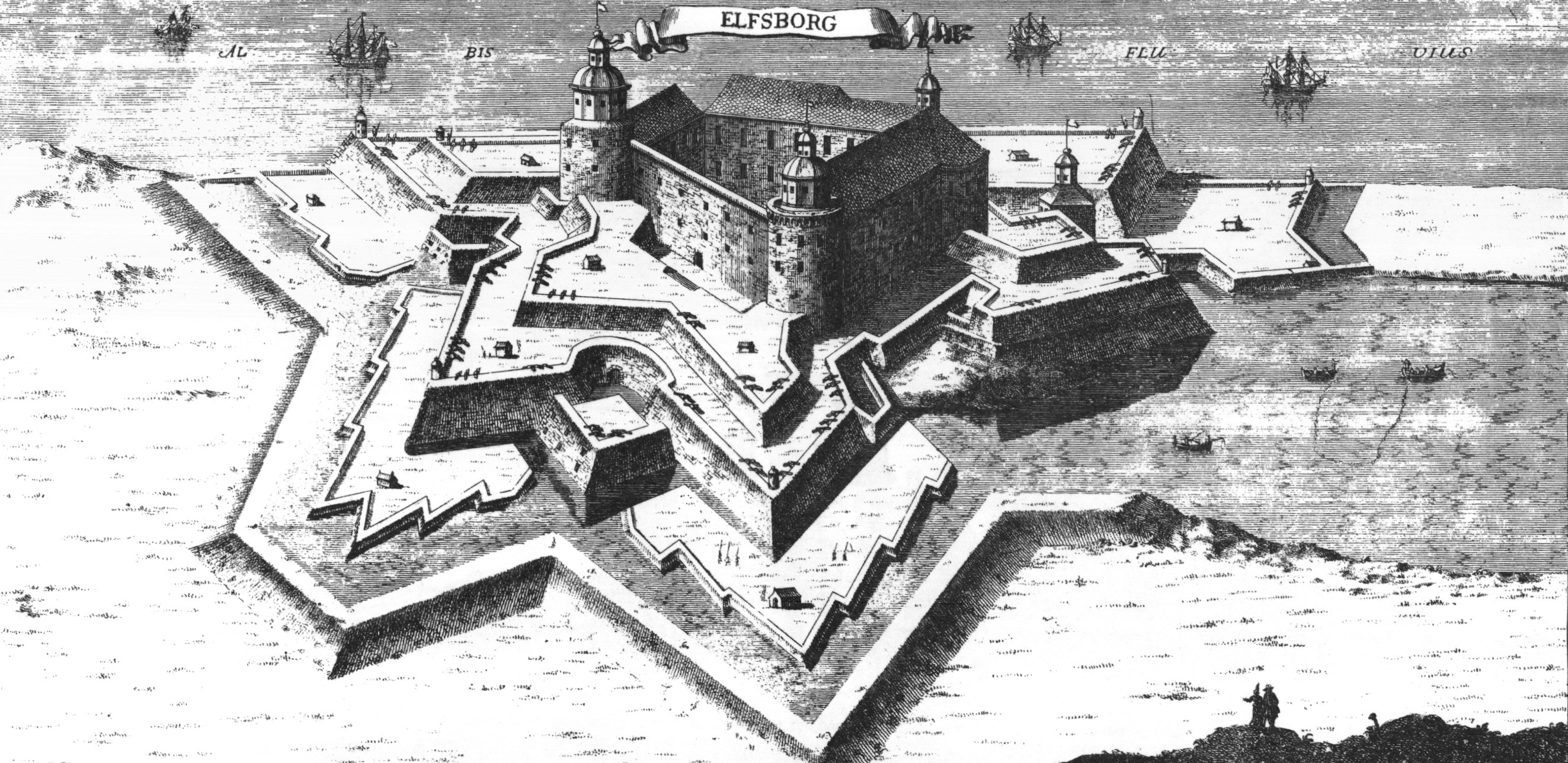
Älvsborg omkring 1700

Älvsborgs slottslän var ett slottslän i Västergötland. Det fanns sedan 1300-talet. Länets administrativa centrum  var Älvsborg.
Länet omfattning har varierat över tiden. På medeltiden omfattade det sydvästra Västergötland med Askims (med östra delen av Hisingen), Sävedals, Vätle och Bollebygds härader. Omkring 1525 omfattade det Askim (med östra delen av Hisingen), Sävedal, Vätle, Ale, Flundre och Väne härader. Eventuellt kan även Kullings, Barne och Laske härader ingått. 1530 ingick de nio häradena ovan samt Bollebygds härad. 1540 hade även Kinds härad och Marks härad tillkommit. 1558 och 1559 las Barne och Laske under egna kungliga fogdar och 1561 kan länet sägas upphört då det ersattes med fogdar för olika delar och själva slottet erövrades av danskarna 1563. Efter att Älvsborg återgått i svenskt ägande 1573 återupprättades länet genom att dit fördes Askim 1581, östra Hisingen 1588 och Sävedal 1591. Denna omfattning bibehölls sedan till 1634 med undantag av 1593-1597 då dessa områden var utbrutna och 1612-1618 då slottet åter var i danskt ägande, 
Slottslänet upphörde när Älvsborgs län bildades 1634, där slottslänet utgjorde dess central del. 